# Geroldsgrün
Geroldsgrün è un comune tedesco di 2 977 abitanti, situato nel land della Baviera.
L'area comunale è di 1557 ettari. Al 2025 conta con tre sindaci in carica: 1° Sindaco: Stefan Münch (CSU), 2° Sindaco Helmut Franz (CSU), 3° Sindaco Silke Horn (SPD).

## Stemma
Il comune di Geroldsgrün ricevette il proprio stemma il 14 gennaio 1955:"Diviso da argento e verde; sopra un'aquila rossa che cresce, sotto un martello d'oro". L'aquila rossa era uno dei simboli principali dei margravi di Hohenzollern – Bayreuth, al cui territorio apparteneva il luogo, menzionato in un documento già nel 1323. L'attrezzo sottostante indica l'antico commercio locale (estrazione del minerale di ferro). Il colore verde campo della metà inferiore dello scudo indica il nome del luogo.

## Società

### Evoluzione demografica
"Abitanti censiti"